# 古座川町立古座中学校
古座川町立古座中学校（こざがわちょうりつ こざちゅうがっこう）は、和歌山県東牟婁郡古座川町高池にある公立中学校。

## 概要
当初は組合立学校で開校したが、2005年（平成17年）度に町立学校に転換した。なお、古座川町の学校であるが、串本町との町境に近い為、串本町の旧古座町域の一部も学区に含まれる。

## 沿革
- 1951年（昭和26年）4月9日 - 古座町高池町学校組合立古座中学校開校。
- 1953年（昭和28年）3月15日 - 校舎落成。
- 1954年（昭和29年）12月24日 - 校歌発表。
- 1956年（昭和31年）6月28日 - 町村合併により古座町古座川町学校組合立古座中学校と改称。
- 1961年（昭和36年）6月28日 - 屋内運動場落成。
- 1982年（昭和57年）3月8日 - 新校舎落成。
- 1992年（平成4年）4月16日 - 屋内運動場落成。
- 2001年（平成13年）4月1日 - 古座高校と古座古座川地域の4中学校との連携型中高一貫教育開始。
- 2005年（平成17年）4月1日 - 古座川町立古座中学校と改称。
- 2007年（平成19年）10月11日 - 校舎耐震補強工事完成。
- 2009年（平成21年）9月1日 - 校舎改修（塗装）工事完成。

## 学区
古座川町
- 高池・池の山・楠・樫山・宇津木・月の瀬

串本町（旧古座町域）
- 田原・佐部・上田原・古座・中湊・上野山・津荷

## アクセス
- 古座川町ふるさとバス
  - 「高河原」バス停（古座川町内）から、徒歩約175m・約3分。
  - 「中湊」バス停（串本町内）から、徒歩約290m・約5分。
- JR紀勢本線古座駅から、
  - 徒歩で、約900m・約14分。
  - 駅前から「古座川町ふるさとバス」に乗車し、上述のバス停下車後、徒歩。

## 周辺
- 和歌山県道227号田原古座線
- 中根医院
- 古座川